# Bomi
Bomi é um dos 15 condados da Libéria. Sua capital é a cidade de Tubmanburg.

## Distritos
Bomi está dividido em 4 distritos (populações em 2008):
- Dowein (12.783)
- Klay (22.355)
- Mecca (17.573)
- Senjeh (29.325)